# Formalisme ADM
Pour les articles homonymes, voir ADM.

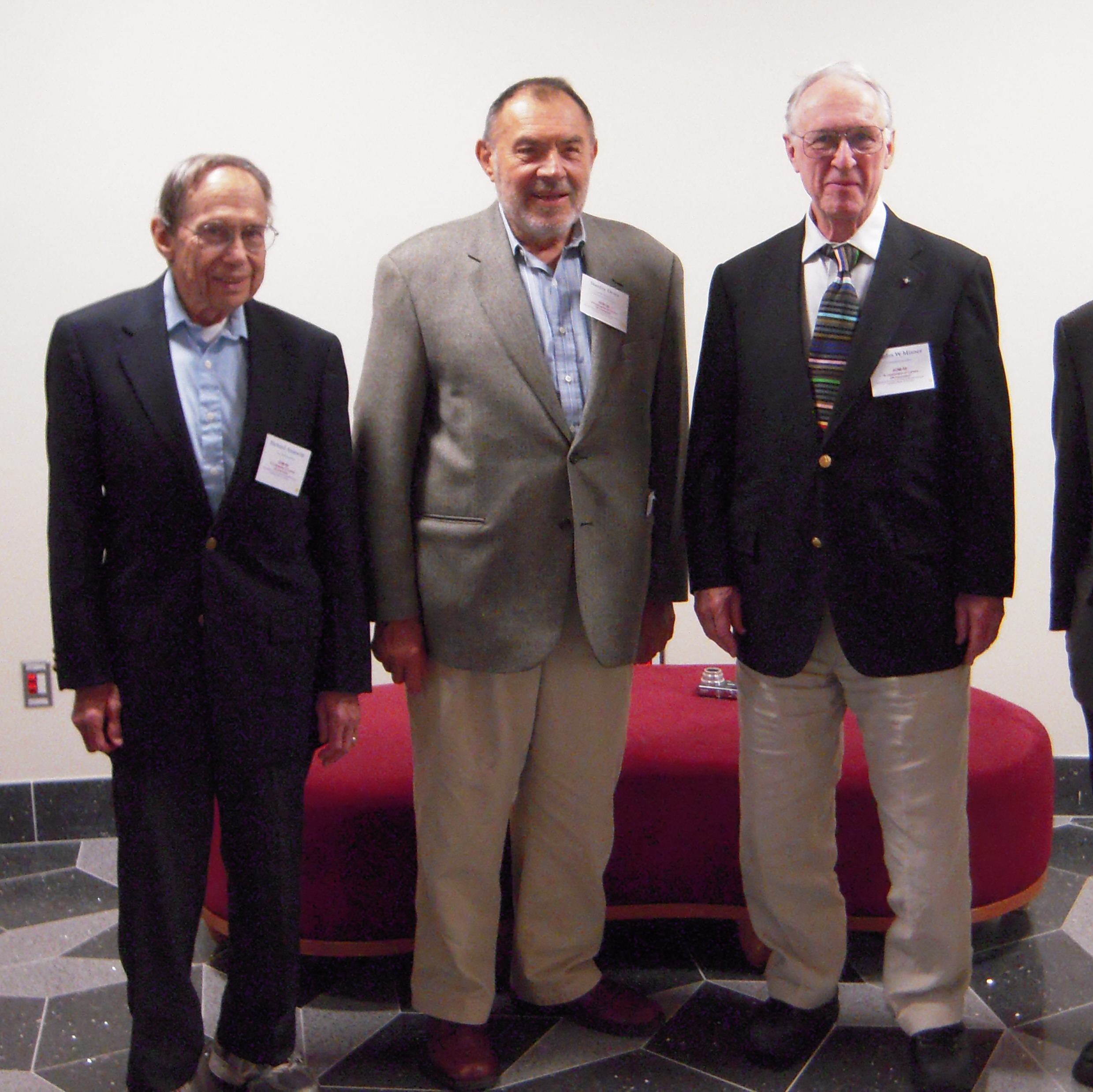
Richard Arnowitt, Stanley Deser et Charles Misner lors de l'événement ADM-50: A Celebration of Current GR Innovation (2009), célébrant le cinquantième anniversaire de leur publication.

Le formalisme ADM est une formulation hamiltonienne de la relativité générale développée en 1959 par Richard Arnowitt, Stanley Deser et Charles W. Misner. Elle joue un rôle important dans les domaines de la gravité quantique et de la relativité numérique (en).
Le formalisme est présenté en entier dans un chapitre de Gravitation: An introduction to current research (1962). Cette présentation a été publiée à nouveau en 2008 par la revue General Relativity and Gravitation (en).
Le cinquantième anniversaire du formalisme ADM a été célébré du 7 au 9 novembre 2009 à la Texas A&M University.

## Formalisme
Le formalisme ADM est une formulation hamiltonienne de la relativité générale. Il suppose que l'espace-temps est feuilleté en une famille d'hypersurfaces de genre espace {\displaystyle \Sigma _{t}}, marquées par un temps {\displaystyle t}, et dont les coordonnées de chaque « tranche » sont données par {\displaystyle x^{i}}. 
La décomposition requiert que la variété M soit globalement hyperbolique. 
Les variables dynamiques de cette théorie sont données par le tenseur métrique des coupes en 3-D {\displaystyle \gamma _{ij}(t,x^{k})} ainsi que leur moment conjugué {\displaystyle \pi ^{ij}(t,x^{k})}. Le formalisme ADM est défini à l'aide de ces variables.
Le formalisme fait intervenir trois fonctions {\displaystyle \left\{\alpha ,\beta ^{i},\gamma _{ij}\right\}}, des coordonnées {\displaystyle \left\{t,x^{i}\right\}} :
- {\displaystyle \alpha } est un scalaire[11] dit la fonction laps[7],[N 2]. Elle mesure le temps propre entre les coupes voisines[10],[N 3] ;
- {\displaystyle \beta ^{i}} est un vecteur[11] dit le vecteur décalage[7],[N 4]. Il mesure la vitesse relative entre les observateurs se déplaçant perpendiculairement aux coupes et les courbes de coordonnées spatiales constantes[N 5] ;
- {\displaystyle \gamma _{ij}} est la métrique à trois dimensions[10],[N 6]. Elle mesure les distances propres au sein de la coupe de constante {\displaystyle t=\mathrm {d} x^{0}}[10],[N 7].

### Métrique ADM
Les trois fonctions permettent d'écrire la métrique comme suit,, :
{\displaystyle {\begin{aligned}\mathrm {d} s^{2}=-c\mathrm {d} \tau ^{2}&=-\left(\alpha ^{2}-\beta _{i}\beta ^{i}\right)c^{2}\mathrm {d} t^{2}+2\beta _{i}c\mathrm {d} t\mathrm {d} x^{i}+\gamma _{ij}\mathrm {d} x^{i}\mathrm {d} x^{j}\\&=\left(-\alpha ^{2}+\beta _{i}\beta ^{i}\right)c^{2}\mathrm {d} t^{2}+2\beta _{i}c\mathrm {d} t\mathrm {d} x^{i}+\gamma _{ij}\mathrm {d} x^{i}\mathrm {d} x^{j}\\&=-\alpha ^{2}c^{2}\mathrm {d} t^{2}+\gamma _{ij}\left(\mathrm {d} x^{i}+\beta ^{i}c\mathrm {d} t\right)\left(\mathrm {d} x^{j}+\beta ^{j}c\mathrm {d} t\right)\end{aligned}}}, où {\displaystyle c} est la vitesse de la lumière dans le vide,
avec :
{\displaystyle g_{00}=-\alpha ^{2}+\beta _{i}\beta ^{i},\;g_{0i}=\beta _{i},\;g_{ij}=\gamma _{ij}},
{\displaystyle g^{00}=-{\frac {1}{\alpha ^{2}}},\;g^{0i}={\frac {\beta ^{i}}{\alpha ^{2}}},\;g^{ij}=\gamma ^{ij}-{\frac {\beta ^{i}\beta ^{j}}{\alpha ^{2}}}},
et :
{\displaystyle {\sqrt {-g}}=\alpha {\sqrt {h}}}.
Une telle métrique est dite métrique ADM,,.
La représentation matricielle d'une telle métrique est :
{\displaystyle g_{\mu \nu }={\begin{pmatrix}\beta ^{2}-\alpha ^{2}&\beta _{i}\\\beta _{i}&\gamma _{ij}\end{pmatrix}}} ;

## Utilisations
La formalisme permet de définir les grandeurs conservées d'un système isolé : l'énergie (ou la masse), le moment linéaire (c'est-à-dire la quantité de mouvement) et le moment angulaire (c'est-à-dire le moment cinétique).